# Festival Internacional de Cine Documental de Ámsterdam
El Festival Internacional de Cine Documental de Ámsterdam (oficialmente en inglés: International Documentary Film Festival Amsterdam), más conocido por sus siglas IDFA, es el mayor festival de cine documental del mundo, celebrado anualmente desde 1988 en la ciudad de Ámsterdam, Países Bajos. Durante doce días, proyecta más de 300 películas, vende más de 250.000 entradas y recibe a más de 3.000 invitados.
El festival es un lugar de encuentro independiente e internacional para que el público y los profesionales vean un programa diverso (en forma, contenido y trasfondo cultural) de documentales de alta calidad. El IDFA selecciona documentales creativos y accesibles, que ofrecen nuevas perspectivas sobre la sociedad. En su declaración de misión, el IDFA afirma que "se esfuerza por proyectar películas con temas sociales urgentes que reflejen el espíritu del tiempo en el que se realizan".

## Historia
Inició en la ciudad de Utrecht como el Festival de Cine Educativo Festikon, en 1961. La organización del festival estaba a cargo del Instituto Neerlandés de Cine (NFI). En 1987, el entonces director del NFI, Menno van der Molen, junto con su jefa de prensa, Ally Derks, decidió transformar el Festikon en un festival internacional de documentales en Ámsterdam.
El nuevo festival se celebró inicialmente en 1988 en el teatro Balie y el cine Alfa, de la zona de Leidseplein, en el centro de Ámsterdam. Tuvo tres mil visitantes para las 80 películas proyectadas, apoyado por voluntarios. Entre varios, participaron los documentalistas Bert Haanstra, Kenneth Loach, Johan van der Keuken y Joris Ivens. Tuvo un grupo especial de proyección de documentales antiguos y nuevos de la Unión Soviética.
Desde 2007, el programa New Media del festival IDFA DocLab muestra la mejor narrativa interactiva de no ficción y explora cómo la revolución digital está reconfigurando el arte documental. Ese año alcanzó a recibir 145 mil visitantes con 300 películas en proyección. También, para el 2009 contaba con 300 voluntarios. Para el 2011, se había establecido en la zona del Rembrandtplein, con 250 documentales anuales y más de 180 mil visitantes. Tiene 8 competiciones con premios, uno de los cuales se llama Premio Joris Ivens.
Se ha extendido a otros lugares, incluyendo el popular Teatro Tuschinski. Además de su programación cinematográfica internacional, la variedad de géneros y los numerosos estrenos europeos y mundiales que se celebran cada año, el festival también acoge debates, foros y talleres. 
Además del festival, el IDFA ha desarrollado diversas actividades profesionales, contribuyendo al desarrollo de los cineastas y sus películas en todas sus etapas. En el mercado de cofinanciación y coproducción, los cineastas y productores del Foro IDFA presentan sus planes a los patrocinadores; en Docs for Sale se ofrecen nuevos documentales a programadores y distribuidores; el Fondo Bertha del IDFA apoya a cineastas y proyectos de documentales en países en vías de desarrollo; y la Academia IDFA ofrece programas de formación internacional para los nuevos talentos de la docencia.
El IDFA fue fundado por Ally Derks, quien permaneció al mando desde 1988 hasta 2017, cuando dejó el cargo. La política Barbara Visser supervisó la edición de 2017 como directora interina. En enero de 2018, el productor de cine sirio Orwa Nyrabia fue nombrado director artístico del festival.

## Secciones
Maestros
En esta sección del programa, el festival presenta los últimos documentales de reconocidos autores de documentales.
Lo Mejor de los Festivales
En esta sección, el festival presenta películas que han tenido un impacto en el circuito internacional de festivales de este año.
Panorama
En Panorama, el festival presenta películas de todo el mundo, que invitan a la reflexión en su forma y temática.
Paradocs
Las películas de esta sección muestran lo que está sucediendo más allá del marco del cine documental tradicional, en las fronteras entre cine y arte, verdad y ficción, y narrativa y diseño.
Documental musical
Las proyecciones de muchas de las películas de este programa van acompañadas de actuaciones en directo relacionadas con las mismas.